# کینگهورن
کینگهورن (به انگلیسی: Kinghorn) یک شهرک در اسکاتلند است که در فایف واقع شده‌است. کینگهورن ۲٬۹۳۰ نفر جمعیت دارد.